# Loxilobus brunneri
Loxilobus brunneri är en insektsart som beskrevs av Günther, K. 1938. Loxilobus brunneri ingår i släktet Loxilobus och familjen torngräshoppor. Inga underarter finns listade i Catalogue of Life.